# Dara Rolins
Dara Rolins, właśc. Darina Rolincová (ur. 7 grudnia 1972 w Bratysławie) – słowacka piosenkarka.
Jest absolwentką Państwowego Konserwatorium w Pradze.

## Dyskografia (wybór)
- 1997: Sen lásky
- 2002: What´s My Name
- 2006: D1
- 2008: D2
- 2011: Stereo
- 2017: Etc

## Filmografia
- 1983: Tam je hviezda Sirius
- 1984: Falošný princ
- 1986: Není sirotek jako sirotek
- 1990: Takmer ružový príbeh
- 2004: Ženy pro měny
- 2011: V peřině